# Miss India Holland
Miss India Holland is een jaarlijkse missverkiezing voor Nederlandse vrouwen van Hindoestaanse afkomst.

## Geschiedenis
De verkiezing werd sinds 2003 door de Stichting Indian Culture Society (Sharla Lachchi-Rambhadjan) georganiseerd, sinds 2013 de MIH Foundation (Miss India Holland).
In 2015 nam Taj-Events van Aniel Kienno de organisatie van Sharla Lachchi-Rambhadjan over. Kienno was eerder ook al verbonden met de uitvoering van de organisatie en organiseerde daarnaast andere evenementen die op Hindoestanen gericht waren. In 2020 werd de missverkiezing uitgesteld vanwege de maatregelen als gevolg van de coronacrisis. Later dat jaar overleed Kienno zelf aan de gevolgen van de Covid-19-virusziekte.

## Competitie
Er is geen badpak/bikini-ronde, waardoor de wedstrijd ook wel een conservatieve verkiezing genoemd wordt. Het evenement bestaat uit een Westerse kledij-, een talenten- en een Indiase kledingronde. Hieruit volgt een top 5, waarna een vragenronde komt en uiteindelijk een top 3 waaruit vervolgens Miss India Holland wordt gekozen.

## Winnaressen
- Miss India Holland 2003: Shrila Jagessar
- Miss India Holland 2004: Reshma van der Vliet
- Miss Photogenic & First runnerup Miss India Worldwide 2005
- Miss India Holland 2005: Charlene Asgarali
- Second runner up Miss India WorldWide 2006
- Miss India Holland 2006: Celina Kalfane (onttroond in 2007, geen opvolgster benoemd)
- Miss India Holland 2007: Suraya Baboeram Panday
- Top talent Miss India Worldwide 2008
- Miss India Holland 2008: Sunaina Bhoendie
- Beautyfull Smile & 2nd runner up Miss India Worldwide
- Miss India Holland 2009: Vandana Biere
- Miss India Holland 2010: Shareena Dwarka
- Miss India Holland 2011: Safina Barsati
- Miss India Holland 2012/13: Chhaya Biere, Miss Best Body 2013 & Top 4 Indian Princess International
- Miss India Holland 2014 & Indian Princess International 2014: Nadine Makhanlal
- Miss India Holland 2015 & 2e op de Indian Princess International 2015 : Shaista Thakoersingh
- Miss India Holland 2016: Sharon Jagesar
- Miss India Holland 2017: Preeti Dhillon
- Miss India Holland 2018: Jasleen Singh
- Miss India Holland 2019: Farisha Abdoelrahman
- 2020: uitgesteld vanwege de coronacrisis.[2]